# Richard Osman
Richard Thomas Osman (geboren 28. November 1970 in Billericay) ist ein britischer Fernsehmoderator und Autor.

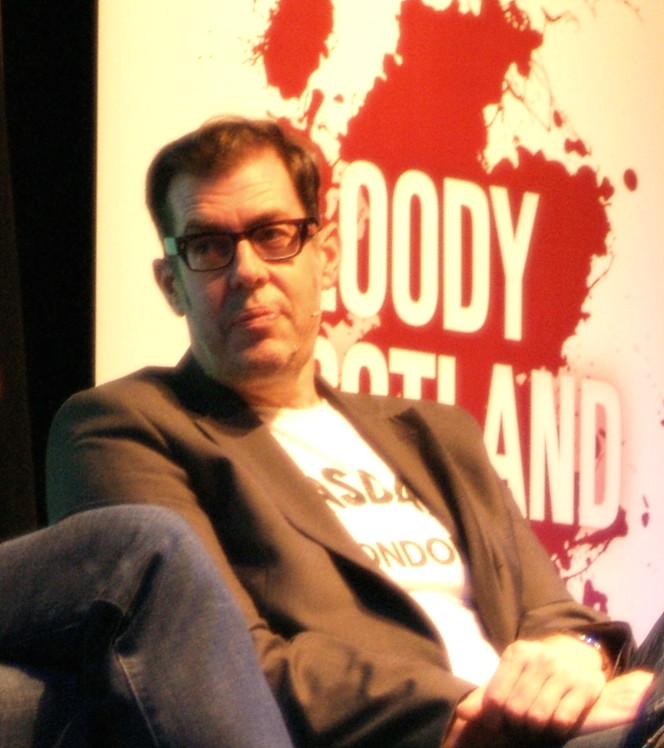
Richard Osman (2019)

## Leben
Richard Osman wuchs in Haywards Heath auf. Seine Mutter ist Lehrerin, sein älterer Bruder Mat Osman (geboren 1967) ist Bassist und Mitgründer der Rockband Suede. Osman studierte von 1989 bis 1992 Politische Wissenschaften und Soziologie am Trinity College, Cambridge und arbeitet seither im englischen Fernsehen als Moderator, Produzent und Regisseur.
Osman entwickelte die Konzepte für mehrere Fernsehshows in verschiedenen Formaten bei BBC One und BBC Two. Ab 2009 war er Co-Moderator der von ihm mitentwickelten Quizshow "Pointless", die seinen ersten Auftritt vor der Fernsehkamera darstellte. 2022 beendete er seine Teilnahme an den regulären Pointless-Sendungen des Nachmittagsprogramms; er tritt in der Show aber weiter bei den Prominenten-Specials in Erscheinung. 2016 nahm Osman als Kandidat an der zweiten Staffel von Taskmaster teil. Er war „Punktesprecher“ für das Vereinigte Königreich beim Eurovision Song Contest 2016. Als Nebenprodukt entstanden zu einigen Fernsehserien auch Bücher.
Osman veröffentlichte 2020 den Kriminalroman, dessen Erfolg ihn 2021 zum britischen „Author of the Year“ machte und von dem kurzfristig Übersetzungen in mehreren Sprachen erschienen. Bis 2023 erschienen drei weitere Bücher mit den gleichen Hauptcharakteren. 2024 stellte er den ersten Roman einer neuen Reihe vor. Der Netflix-Film The Thursday Murder Club (2025) basiert auf dem gleichnamigen Roman von Osman.
Er ist in zweiter Ehe mit der Schauspielerin Ingrid Oliver verheiratet. Aus seiner ersten Ehe hat er zwei Kinder.
Osman lebt mit einem erblich bedingten Nystagmus, eine unwillkürliche Pupillenbewegung, durch die sein Sehvermögen eingeschränkt ist.

## Werke
- Richard Osman, Alexander Armstrong: A pointless history of the world. Coronet, London 2016.
- The world cup of every thing. Coronet Books, London 2017.
- Richard Osman's house of games: 1,054 questions to test your wits, wisdom and imagination. BBC Books, London 2019.
- Richard Osman's house of games: 101 new & classic games from the hit BBC series. BBC Books, London 2020.
- We Solve Murders. Roman. Viking, London 2024.
  - Wir finden Mörder (Wir finden Mörder-Serie 1): Sie haben den Fall. Wir haben die Lösung. Übersetzung Sabine Roth. List Verlag, 2024, ISBN 978-3-471-36067-5.

### Reihe Donnerstagsmordclub
- The Thursday Murder Club. Roman. Viking, London 2020.
  - Der Donnerstagsmordclub. Kriminalroman. Übersetzung Sabine Roth. List Verlag, 2021, ISBN 978-3-471-36014-9.
- The Man Who Died Twice. Roman. Viking, London 2021.
  - Der Mann, der zweimal starb. Kriminalroman. Übersetzung Sabine Roth. List Verlag, 2022, ISBN 978-3-471-36013-2.
- The Bullet That Missed. Roman. Viking, London 2022.
  - Der Donnerstagsmordclub und die verirrte Kugel. Übersetzung Sabine Roth. List Verlag, 2023, ISBN 978-3-471-36052-1.
- The Last Devil To Die. Roman. Viking, London 2023.
  - Der Donnerstagsmordclub oder Ein Teufel stirbt immer zuletzt. Übersetzung Sabine Roth. List Verlag, 2023, ISBN 978-3-471-36051-4.

## Verfilmungen
Im Juni 2024 wurde die geplante Verfilmung von Der Donnerstagsmordclub (1. Band) unter der Regie von Chris Columbus bekannt. Der Film soll ab 28. August 2025 auf Netflix verfügbar sein. Mitwirkende sind u. a. Helen Mirren, Pierce Brosnan und Ben Kingsley.